# Clive Williams
Pour les articles homonymes, voir Clive Williams (homonymie) et Williams.
Pas d'image ? Cliquez ici

a Compétitions nationales et continentales officielles uniquement.

b Matchs officiels uniquement.
Clive Williams, né le 2 novembre 1947 à Porthcawl, est un joueur gallois de rugby à XV ayant occupé le poste de pilier en sélection nationale.

## Carrière
Il joue en club pour le Neath RFC, le Aberavon RFC puis le Swansea RFC. Il dispute 199 matchs pour Swansea de 1979 à 1987 et inscrit 16 essais. Il connaît également des sélections avec les Barbarians. Il obtient sa première sélection avec l'équipe du pays de Galles le 5 mars 1977 contre l'Angleterre. La même année, il est sélectionné pour faire partie de la tournée des Lions en Nouvelle-Zélande. Il joue 9 matchs mais pas de test match. En 1980, il est retenu pour la tournée des Lions en Afrique du Sud. Il joue 12 matchs y compris 4 test matchs. 

## Statistiques en équipe nationale
- 8 sélections
- Sélections par années: 2 en 1977, 5 en 1980, 1 en 1983